# Santa Rosa (Bermúdez)
Pour les articles homonymes, voir Santa Rosa.
Santa Rosa est l'une des cinq paroisses civiles de la municipalité de Bermúdez dans l'État de Sucre au Venezuela. Sa capitale est Carúpano, chef-lieu de la municipalité.